# بسم الله الرحمن الرحیم
آیه بسم الله الرحمن الرحیم (به عربی: بِسْمِ ٱللَّٰهِ ٱلرَّحْمٰنِ ٱلرَّحِيمِ) یا آیه تسمیه یا بِسمِلَه آیهٔ اول سورهٔ الفاتحه قرآن است که در اول هر سوره به استثنای سورهٔ برائت (توبه) نیز تکرار شده‌است. به عقیده ایرانشناس فرانسوی فیلیپ ژینیو این عبارت از عبارت فارسی میانه «به نام یزدان» وارد قرآن شده‌است.

## ترجمه‌های فارسی
- «امید»: به نام خداوند بخشایندهٔ مهربان
- «طاهری»: به نام خدای رحمان رحیم
- «فولادوند»: به نام خداوند رحمتگر مهربان
- «امامی»: به نام خداوند مهرگستر مهربان
- «کبیری»: به نام خداوند بخشنده مهربان
- «بهرام‌پور»: به نام خداوند هستی‌بخش مهربان
- «انصاریان»: به نام خدا که رحمتش بی‌اندازه است و مهربانی اش همیشگی
- «سید سلمان علوی»: بسم الله الرحمن الرحیم (او بر این باور است که این آیه قابل ترجمه نیست).[۲]
- سید محمد جواد غروی: به نام ایزد صاحب رحمت عام و رحمت خاص[۳]
- محمد صادقی تهرانی: به نام خدای رحمتگر بر آفریدگان، رحمتگر بر ویژگان[۴]

## واژه‌شناسی
- بسم: برخی از اهل لغت گفته‌اند اصل آن وسم بوده‌است به معنای علامت و نشانه (علامت و نشانه چیزی) که در صورت اشاره به الله می‌شود بسم الله،
- الرحمن: اسم خالق جهانیان است که ۵۷ بار در قرآن کریم ذکر شده‌است، و گفته‌اند رحمن صیغه مبالغه رحمت است که دلالت بر کثرت دارد (و غیر از خدا دیگری با آن توصیف نمی‌شود).
- الرحیم: هم از اسما الهی است که ۱۱۵ بار در قرآن کریم تکرار شده‌است گفته‌اند که بر غیرخدا هم گفته می‌شود و الرحیم چون بر خدا گفته شود مراد از آن نعمت‌دهنده و احسان‌کننده‌است و رحیم چون بر غیرخدا گفته شود مقصود توصیف مهربانی و رقت قلب او است.

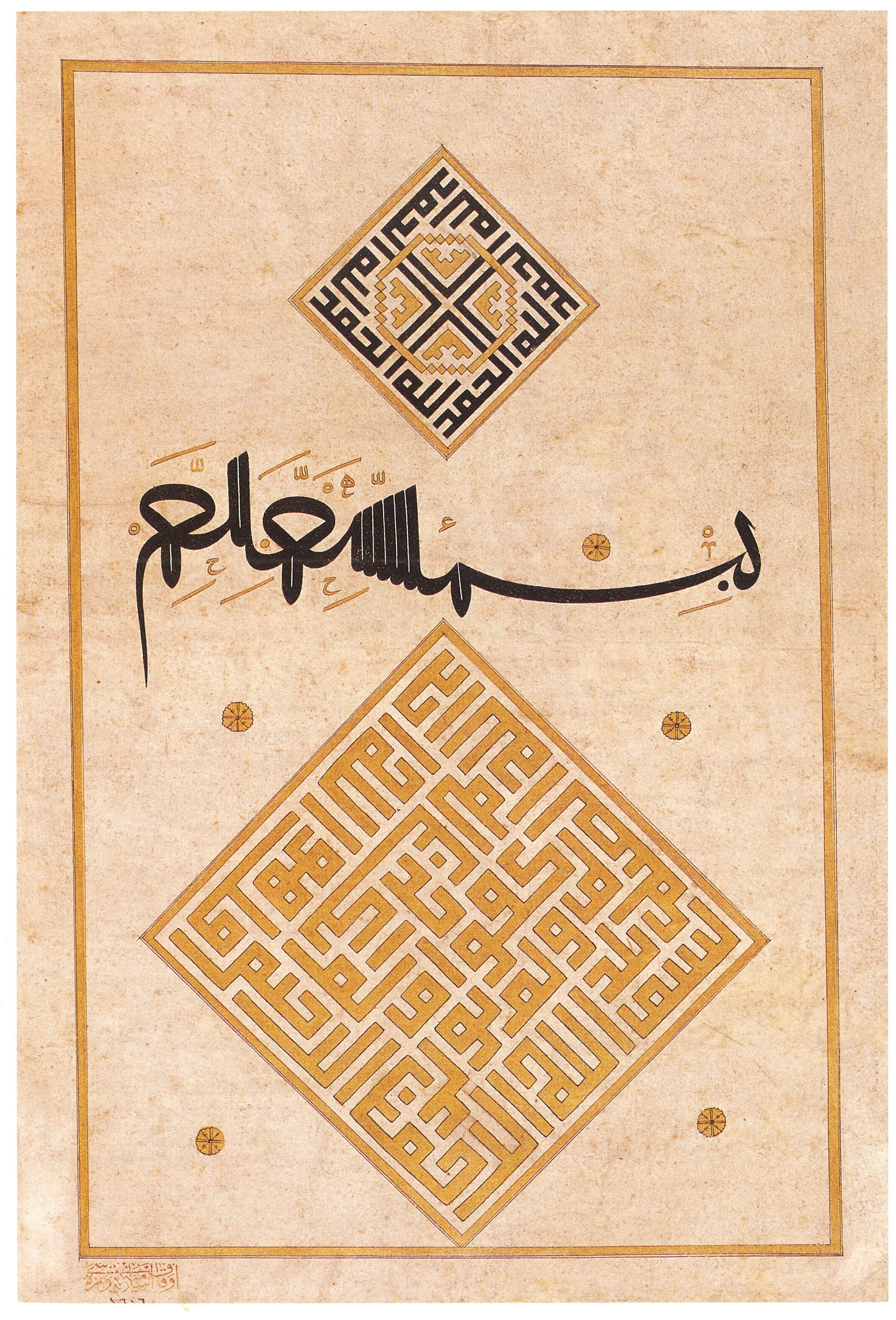
سوره الاخلاص به خط احمد شمس‌الدین قره‌حصاری

## وضعیت
بر سر اینکه آیا این آیه جزء هر سوره‌است یا نه، اختلاف وجود دارد.
برخی از اهل تسنن آن را جزء هیچ سوره‌ای نمی‌دانند و شروع هر سوره را با بسم الله از قبیل شروع هر کار دیگر با بسم الله می‌شمارند. از این رو در نماز، سوره حمد یا هر سوره‌ای را بدون بسم الله می‌خوانند. شیعیان به پیروی از اهل بیت با این مسئله مخالفت دارند. شیعیان در این موضوع اتفاق نظر دارند که بسم الله الرحمن الرحیم جزئی از سورهٔ فاتحه الکتاب یا همان حمد است؛ ولی میان اهل تسنن اختلاف نظر هست. بعضی با نظر شیعه موافقند و بعضی سخت مخالف و بعضی قائل به تفصیلند.
ابن‌عباس، ابن مبارک، عاصم، کسائی، ابن عمر، ابن زبیر، ابن هریره عطاء، طاووس و نیز امام فخر رازی در تفسیر کبیر و جلال الدین سیوطی در اتقان که مدعی تواتر روایاتند، از طرفداران نظریه جزئیتند. بعضی مانند مالک و ابو عمرو و یعقوب می‌گویند که جزء هیچ سوره‌ای نیست و فقط برای اوائل سوره‌ها تیمناً نازل گشته و نیز برای فواصل سوره‌هاست؛ ولی بعضی از پیروان مسلک شافعی و حمزه قائل به تفصیلند که می‌گویند فقط در سورهٔ حمد جزء سوره‌است و در سوره‌های دیگر نیست.
علمای علم قرائت جملگی، ذکر «بسم الله الرحمن الرحیم» را در آغاز قرائت هر بخشی از قرآن لازم می‌دانند و هیچ‌یک از آنان آغاز قرائت را بدون بسم الله جایز نمی‌شمارد.

## تفسیر

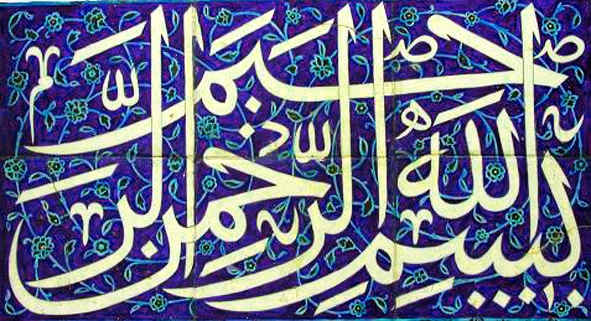
کاشی کاری بسم الله

- سید محمد جواد غروی: خداوند معنای فارسی الله نیست و درست آن ایزد است و بخشنده ترجمه وهّاب است نه رحمان. رحمان و رحیم هر دو صفتند و معنای هر دو یکی است جز آن که هر یکی از این دو بیانگر بخشی از رحمت الهی است زیرا رحمت بر دو نوع است یکی رحمت عام بلا شرط و دیگری رحمت خاص مع الشرط. رحمت عام بلا شرط رحمتی است که مشروط به هیچ شرطی نیست و رحمت خاص مع الشرط رحمتی است که منوط به عمل است اعم از مادیات و معنویات.[۷]

## نظر عرفاء

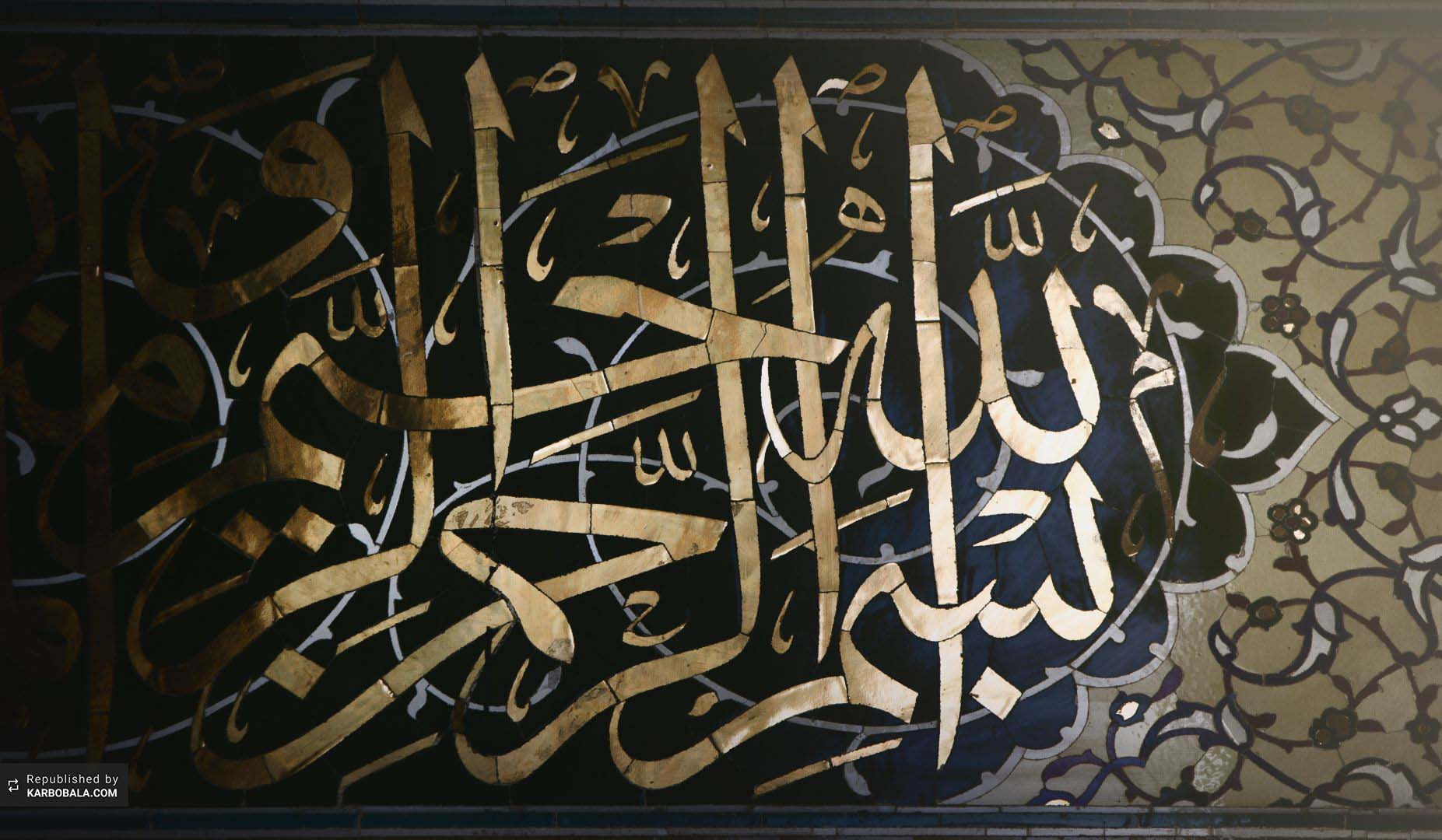
بسم الله الرحمن الرحیم بر روی کاشی کاری

به عقیده برخی مسلمانان از جمله عرفاء و عالمان علم حروف در حدیثی از قول پیامبر اسلام محمد گفته شده‌است که: هر چه در کتاب‌های آسمانی است در قرآن است و هر چه در قرآن است در الفاتحه است و هر چه در فاتحه است در «بسم الله الرحمن الرحیم است» و هر چه در «بسم الله الرحمن الرحیم» است در باء است و هر چه در باء است در نقطه‌ای است که در زیر آن است.
در سخنی منسوب به علی بن ابیطالب آمده‌است که شرح باء بسم الله بار هفتاد شتر است. برخی اشاره به این دارند که نه تنها تمامی سوره‌های قرآن با باء (بسم الله الرحمن الرحیم) شروع می‌شوند بلکه سوره توبه نیز که تنها سوره بدون بسمله است با باء شروع می‌شود و با استناد به تورات مدعی می‌شوند که همه کتابهای آسمانی با حرف باء آغاز شده‌اند.
به نظر ابن عربی، ذکر آیه «بسم الله الرحمن الرحیم» در ابتدای هر سوره نشانه تقدم رحمت حق بر قهر اوست و خداوند به نوعی بر رحمت خویش تأکید دارد، زیرا سه اسم این آیه از اسمای رحمت الهی‌اند. ابن عربی در تفسیر کل عبارت بسمله نیز به بحث مبسوط می‌پردازد و رحیم را در آخر آن صفت پیامبر اسلام برمی‌شمارد که عالم عقل و نفس به وجود او کامل شده‌است و بسم را راجع به آدم نبی می‌داند. در تفسیر عبدالرزاق کاشی که به تفسیر ابن عربی مشهور است حرف «ب» نشانه‌ای از عقل اول یا صادر اول دانسته شده‌است.

## مبحث معانی رمزی اعداد
بسم الله الرحمن الرحیم از نوزده حرف تشکیل شده‌است و مقدار عددی یا ابجدی آن ۷۸۶ می‌باشد که این عدد بیشتر، توسط مسلمانان کشور هندوستان و پاکستان، به عنوان جایگزین بسم‌الله به کار می‌رود تا به باور آنان از نوشتن نام خداوند یا آیه قرآن بر کاغذهای معمولی و در نتیجه قرار گرفتن در معرض آلودگی و تماس اجسام ناپاک و نجس با آن خودداری شود.
از این عدد در دعانویسی و علم حروف یا همان جفر بسیار استفاده می‌شود.
- تعداد ارکان اسما = ۴
- تعداد حروف اول= ۱۹
- تعداد حروف آخر= ۲۲
- تعداد حروف ظاهر= ۲۴
- تعداد حروف باطن= ۲۷

## بسم الله قاصم الجبارین
"بسم الله قاصم الجبارین" عبارتی عربی به معنی "به نام خداوندی که درهم شکننده سرکشان است" می‌باشد. این عبارت در ابتدای بیانیه‌های مربوط به اعدام یا نوعی مجازات سنگین در سال‌های اول انقلاب اسلامی ایران به کرات استفاده می‌شده‌است.
این عبارت به شکل استفاده شده آن در ایران، در منابع اسلامی موجود نیست و احیاناً ساخته شده توسط نیروهای انقلابی است، اما در دعای افتتاح به صورت «وَالْحَمْدُ لِلّهِ قاِصمِ الجَّبارینَ مُبیرِ الظّالِمینَ» عبارتی مشابه وجود دارد
تقریباً در تمامی بیانیه‌های مربوط به اعدام مسئولان حکومت پهلوی، این عبارت در ابتدای مطلب که معمولاً توسط رادیو تلویزیون حکومتی جمهوری اسلامی قرائت می‌شد، موجود بوده‌است. همچنین در مطالب چاپی روزنامه‌ها، در بیانیه‌های مذکور این عبارت دیده می‌شده‌است. شنیده شدن این عبارت که معمولاً با لحنی حماسی توسط مجریان اخبار خوانده می‌شده، به سرعت تداعی یک اعدام جدید را در ذهن مخاطب می‌کرده‌است. یکی از مشهورترین این بیانیه‌ها با همین عبارت معروف، در خصوص اعدام بحث‌برانگیز هویدا در ۱۸ فروردین ۱۳۵۸ است